# Bonambassi
Bonambassi est un village du département du Nkam au Cameroun. Situé dans l'arrondissement de Yabassi, il est localisé sur la route piétonne qui relie Yabassi à Moutimbelembe. On y accède également par la rive gauche du fleuve Wouri. 

## Population et environnement
En 1967, le village de Bonambassi avait 58 habitants. Le village fait partie du canton des Wouri Bossoua. La population de Bonambassi était de 33 habitants dont 22 hommes et 11 femmes, lors du recensement de 2005.